# Бриек (коммуна)
Брие́к (фр. Briec) — коммуна на северо-западе Франции, находится в регионе Бретань, департамент Финистер, округ Кемпер, центр одноименного кантона. Расположена в 60 км к юго-востоку от Бреста и в 16 км к северо-востоку от Кемпера. Через территорию коммуны проходит национальная автомагистраль N165.
Население (2019) — 5 675 человек.

## История
В античные времена на территории нынешнего Бриека располагался римский лагерь. В V веке правитель Арморики Градлон Великий передал земли вокруг Бриека Святому Гвеноле, будущему основателю аббатства Ландевеннек. В IX веке Бриек был передан епископу Кемпера.
9 июня 1675 года в Брике и его окрестностях произошел эпизод восстания, известного как Восстание гербовой бумаги.  

## Достопримечательности
- Приходская церковь Святого Петра XV века
- Часовня Святого Венека XVI века
- Часовня Святой Цецилии XVI века
- Шато Троане XV века

## Экономика
Структура занятости населения:
- сельское хозяйство — 4,9 %
- промышленность — 28,9 %
- строительство — 4,2 %
- торговля, транспорт и сфера услуг — 26,9 %
- государственные и муниципальные службы — 35,0 %

Уровень безработицы (2018) — 10,4 % (Франция в целом —  13,4 %, департамент Финистер — 12,1 %). 

Среднегодовой доход на 1 человека, евро (2018) — 20 890 (Франция в целом — 21 730, департамент Финистер — 21 970).
В 2007 году среди 3268 человек в трудоспособном возрасте (15-64 лет) 2531 были активные, 737 — неактивные (показатель активности 77,4 %, в 1999 году был 72,3 %). С 2531 активных работало 2359 человек (1276 мужчин и 1083 женщины), безработных было 172 (72 мужчины и 100 женщин). Среди 737 неактивных 257 человек было учениками или студентами, 253 — пенсионерами, 227 были неактивными по другим причинам.
В 2008 году в муниципалитете числилось 2140 налогооблагаемых домохозяйств, в которых проживало 5269 человек, медиана доходов выносила 16 608 евро на одного потребителя.

## Демография
Динамика численности населения, чел.

## Администрация
Пост мэра Бриека с 2020 года занимает социалист Тома Ферек (Thomas Férec).  На муниципальных выборах 2020 года возглавляемый им левый блок победил во 2-м туре, получив 70,13 %.
| Период | Период | Фамилия          | Партия                             | Примечания                                       |
| ------ | ------ | ---------------- | ---------------------------------- | ------------------------------------------------ |
| 1959   | 1981   | Пьер Стефан      | Объединение в поддержку Республики | фармацевт, член Генерального совета департамента |
| 1981   | 1989   | Франсуа Роллан   | Союз за французскую демократию     |                                                  |
| 1989   | 2001   | Жозеф Бернар     | Объединение в поддержку Республики |                                                  |
| 2001   | 2014   | Жан-Поль Ле Пан  | Социалистическая партия            | птицевод                                         |
| 2014   | 2020   | Жан-Юбер Петийон | Социалистическая партия            | менеджер                                         |
| 2020   |        | Тома Ферек       | Социалистическая партия            | государственный служащий                         |

## Города-побратимы
- Ритин, Уэльс

## Галерея

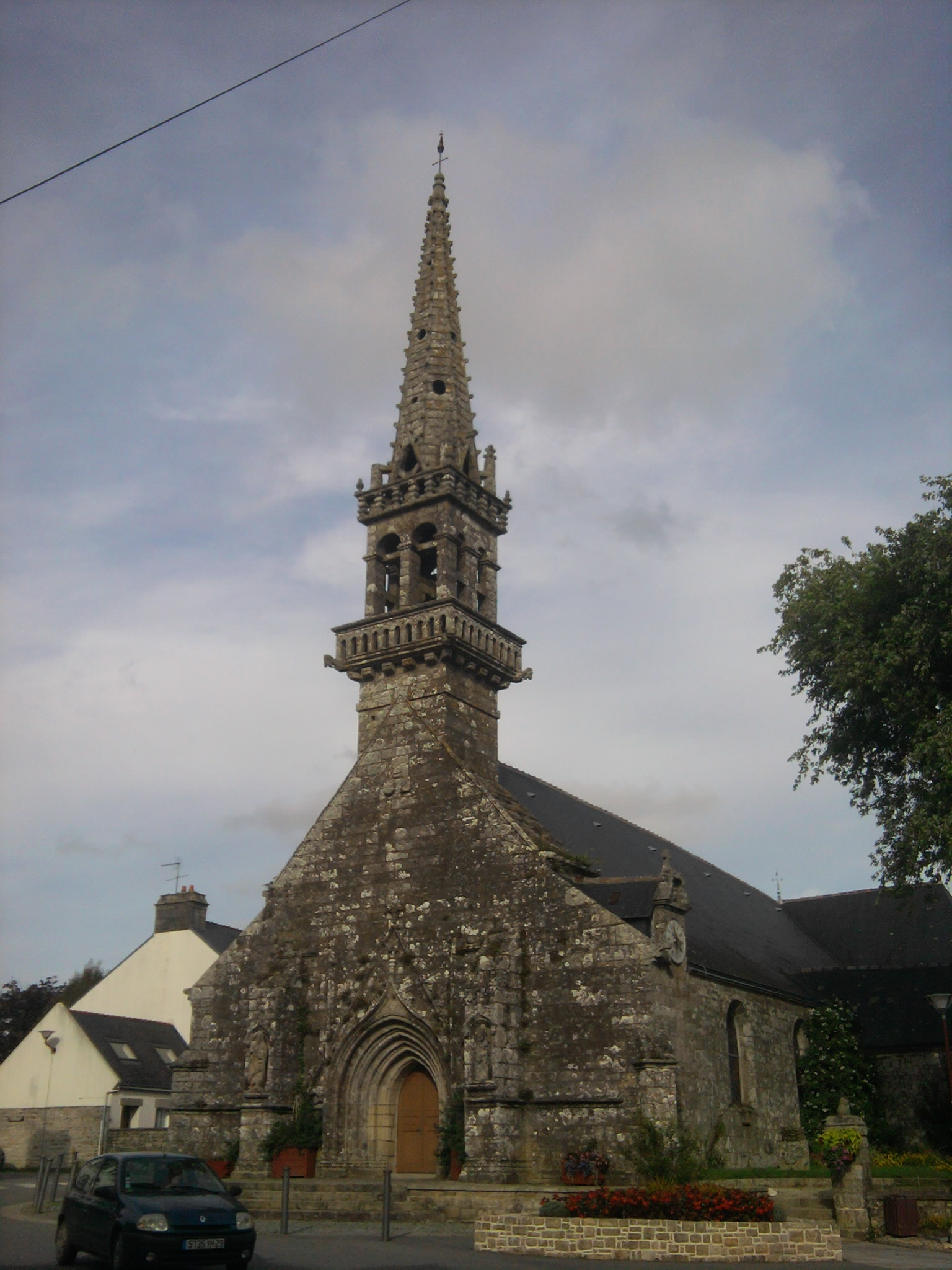
Церковь Святого Петра
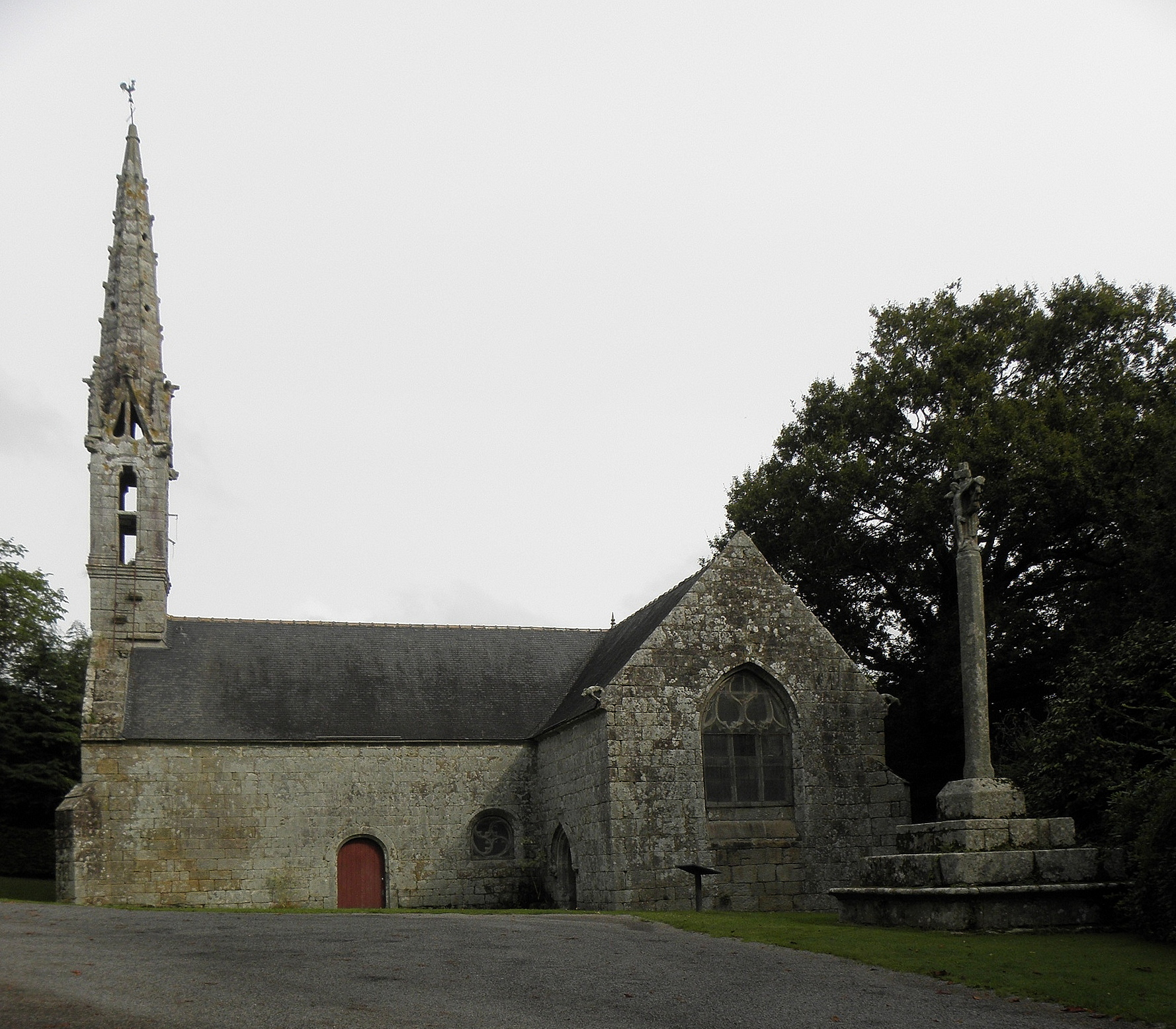
Часовня Святой Цецилии
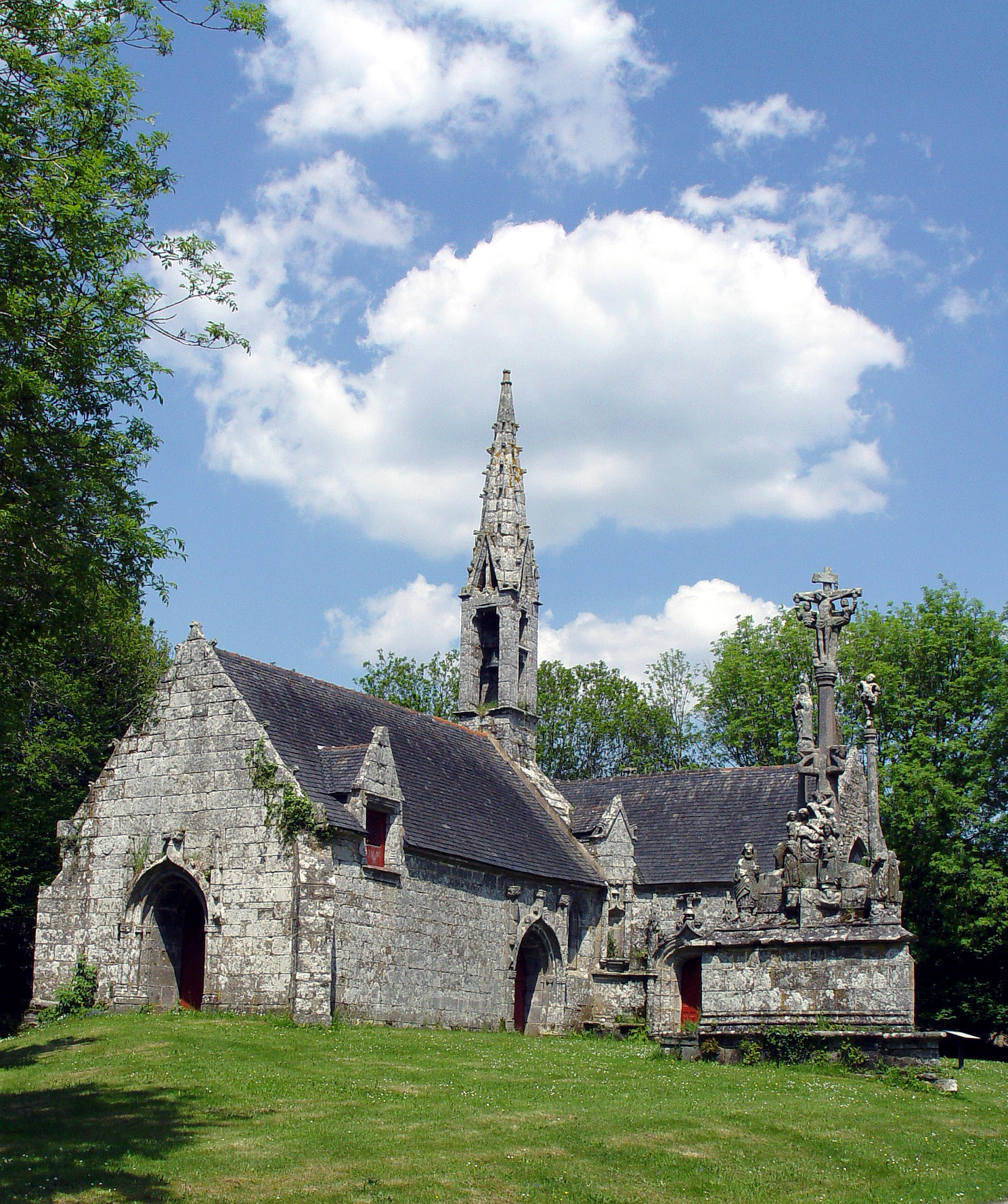
Церковь Святого Венека
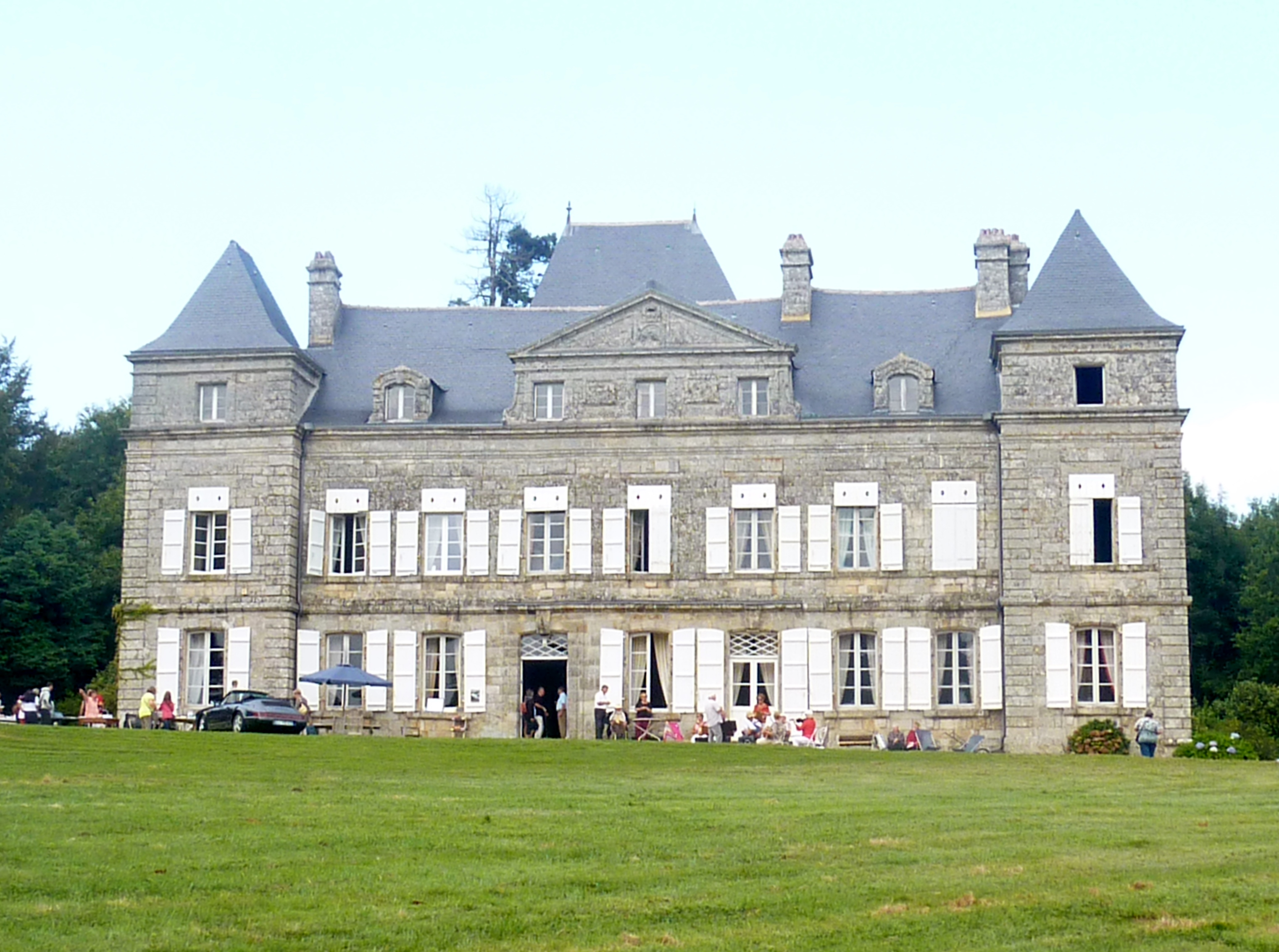
Шато Троане